# Logor Muzička škola u Zenici
Logor Muzička škola bio je jedan od 331 zatvoreničkog logora pod upravom Muslimana-Bošnjaka tijekom bošnjačko-hrvatskog sukoba, odnosno jedan od 238 logora pod upravom Muslimana-Bošnjaka na prostoru Središnje Bosne, a kroz koje je prošlo gotovo 10 tisuća Hrvata. Formiran u Zenici, u zgradi Muzičke škole. U ovom su logoru mučeni i ubijani hrvatski i srpski civili (prema drugima isključivo Hrvati) i vojni zarobljenici. Za ta zlodjela nitko nije bio kažnjen. Županijsko tužiteljstvo u Travniku zatražilo je istragu o ratnim zločinima protiv osoba s područja Bugojna, Novog Travnika i Fojnice, i za ovaj logor. Osumnjičeno je pet osoba za zatvaranje i mučenje Hrvata. Tužiteljstvo je dobilo suglasnost od Haaškog tribunala i proslijedilo je slučajeve, što su potvrdili medijima, no sudovi o tome šute. 24. ožujka 2017. na zgradi je stavljena spomen-ploča, podsjetnik da je u ovome objektu tijekom rata bio logor za hrvatske branitelje i civile. Malo poslije nakon postavljanja, uklonila ju je policija. U medijima je slučaj iscrpno obradio novinar Esad Hećimović, prije svega u magazinu Dani u broju od 3. kolovoza 2001. godine.
Već 1. siječnja 1993. muslimanske snage su protjerale Hrvate iz hrvatskog dijela Zenice i odmah se uselili u njihove kuće. Otvaranje logora je bilo nakon početka opće hajke na pripadnike HVO u Zenici 17. travnja 1993. godine. Civile su naoružani MOS-ovci odvodili iz domova. Postojanje ovog logora u središtu grada potvrdio je UN i ICRC. ICRC je potvrdio 6 logora pod vlašću BiH vlade ili Muslimanskih snaga, a broj zatočenih na oko 500 zatočenika. Broj iz ICRC-ova podatka odudara od stvarnosti. Armija BiH i HVO vodile su žestoku bitku od 18. travnja do 8. lipnja 1993. godine. Nakon bitke muslimansko-bošnjačke snage zatočile su 520 Hrvata u zatvor Zenica. Hrvate su prisilili napustiti Zenicu. Preostale su htjeli mobilizirati, a one koji se nisu odazvali mobilizaciji, suđeni su i poslani u zatvor (70 osoba) ili u logor Muzičku školu (15 osoba). Zatočenici su bili smješteni u lošim i nehigijenskim uvjetima na nekoliko mjesta. Točan broj zatočenika nije poznat. Procjene prema izvješćima kreću se oko 1 500 zatočenika. Potkrovlje je bilo vrlo hladno zimi, a vruće ljeti. Podrum nije imao dnevnog svjetla i bio je vlažan. Zatočenici su držani i po 45 dana u prostorijama bez svjetla. Normalne sanitarne čvorove nisu imali, nego kantu za nuždu u kutu prostorije koja se prelijevala, pa je stalno bio smrad. Zatočenim Hrvatima nisu omogućili postelje, nego su spavali na drvenim paletama. Manjak strujnih resursa nije sprječavao stražare stalno puštati glasnu glazbu zatočenicima tako da nisu mogli spavati. Zatočenici su ispitivani na 3. katu gdje je bilo sjedište čuvara.
Svakodnevno maltretiranje bilo je fizičko i psihičko. Civile su tukli, posebice muškarce. Ženama su prijetili silovanjem. Muškarcima su prijetili da će biti obrezani po islamskom ritualu. Postoje podatci da je ovdje ubijeno 12 zarobljenih vojnika HVO-a. Zatočenici su premlaćivani šakama, nogama, policijskim palicama, telefonskim kabelima, drškom od lopate i čizmama. Točan broj zatočenika nije poznat. Prema nekim izvješćima kreće se oko 1.500.